# Tristan Corbière

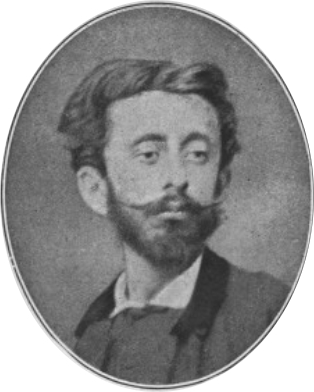
Tristan Corbière

Tristan Corbière (pseudoniem voor Edouard-Joachim Corbière; Morlaix, Bretagne, 18 juli 1845 - Morlaix, 1 maart 1875) was een Frans symbolistisch en surrealistisch schrijver en dichter.

## Leven en werk
Corbière was de zoon van een populaire schrijver van marineverhalen en een moeder die stamde uit een oud-adellijk geslacht. Bij zijn geboorte was zijn vader 52 en zijn moeder 19 jaar oud. 

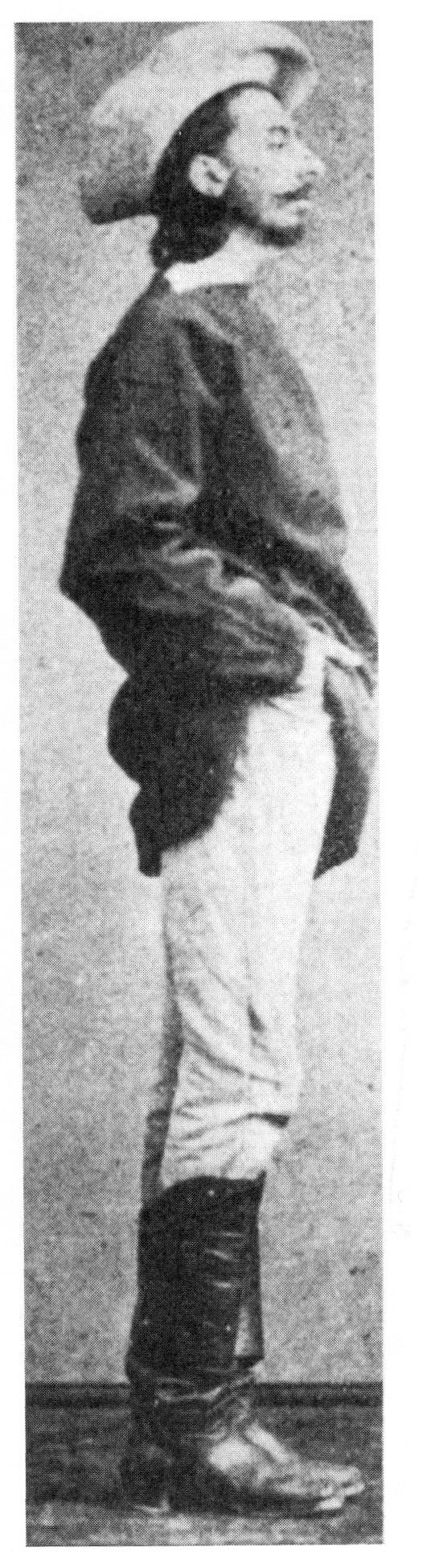
Corbière

Hij leed van kindsbeen af aan astmatische bronchitis en reumatiek en leefde het grootste deel van zijn leven afgezonderd in Bretagne. Het laatste deel van zijn leven bracht hij echter door in het schildersmilieu van Parijs, wat hem zeer beïnvloedde. Zonder dat ze van elkaar afwisten werkte hij vlak bij - en samen met - Rimbaud en  Lautréamont aan een breuk in de Franse poëzie. In 1873 publiceerde hij zijn poëziebundel Les amours jaunes, dat pas tien jaar later bekendheid verwierf dankzij Paul Verlaine (Poète maudits-bloemlezing) en Joris-Karl Huysmans (À rebours).
Corbière ontwikkelde een zeer persoonlijke stijltechniek, die alle taalregisters door elkaar gooide en veelvuldig gebruik maakte van woordspelingen. Met hem verliest de Franse poëzie voorgoed haar academische allure, haar lineaire karakter, maar ook haar leesbaarheid. Het is een soort anti-poëzie, in die zin dat ze het esthetische aspect negeert. Corbière is in dat opzicht te zien als ene voorloper van het modernisme (ook in zijn opvatting dat literatuur eigenlijk zinloos is en dat de dichter zijn waarheid slechts kan vinden in een voortdurende zelfvernietiging; een zienswijze die kort daarna door de Poètes Maudits zal worden overgenomen). 
De bekendste gedichten van Corbière zijn ‘Le pardon de Sainte Anne’, waarin hij de Bretonse folklore oproept, en ‘La litanie du sommeil’., een 300-verzen lang gedicht waarin de wereld van slaap en droom beschreven wordt en dat later door André Breton begroet werd als voorbode van het surrealistische schrijven (‘écriture automatique’).
Een opvallend aspect in Corbières oeuvre is ook het ironische element. Hij parodieerde met name de Franse romantici die in zijn tijd nog steeds de Franse literatuur bepaalden.
Corbière werd ook zeer bewonderd in de Angelsaksische literatuur, met name door T.S. Eliot en Ezra Pound.